# S토그
S토그(덴마크어: S-tog) 시스템은 덴마크 코펜하겐 및 인접 지역을 연결하는 광역 철도이다. 1934년 첫 노선이 개통하였고, 전체 역의 절반 정도가 코펜하겐 시내에 있다. 일일 이용자 수는 일일 30만 명 이상이다. DSB의 자회사 DSB S토그 A/S에서 소유 및 운영하고 있다.
코펜하겐 메트로 및 버스 시스템이 보조해 주고 있다. 대개의 버스 정류장은 S토그나 도시철도 역 주변에 있다. 운영 회사는 다르지만 동일한 승차권을 사용한다. 2009년 1월 현재 총 노선 170km, 역 수는 85개이다. 대부분 종착역에서는 더 멀리 나가는 L-토그(디젤 구동 지역 열차), Re-토그(셸란섬 내부를 운행하는 열차), 외레순-토그(스웨덴으로 가는 열차)로 환승할 수 있다.
도시 중심부에서는 지하로 운행하며, 지하역은 1개 있다. 교외 지역에서는 지상 및 고가로 운행한다. S토그 노선은 본선과 평행하게 설치되어 있지만, 본선과는 전압과 신호 체계가 다르다. 본선은 교류 25,000V 50Hz, S토그 노선은 직류 1500~1650V(자료에 따라 다름)를 사용한다. 본선과 S토그 연결선은 곳곳에 설치되어 있지만 영업 운행에는 사용하지 않는다.

## 노선
S토그 노선은 총 7개 있으며, 모든 노선은 코펜하겐 중심부에서 만난다.
코펜하겐 북쪽으로 연결되는 노선:
- 클람펜보르 선(Klampenborgbanen): 클람펜보르 역 방면
- 노르 선(Nordbanen): 홀테, 힐레뢰드 역 방면
- 하레스코프 선(Hareskovbanen): 파룸 역 방면

코펜하겐 남쪽으로 연결되는 노선:
- 프레데리크순 선(Frederikssundbanen): 밸레루프, 프레데리크순 역 방면
- 베스트 선(Vestbanen): 호이에 토스트루프 방면
- 코이에부그트 선(Køgebugtbanen): 훈디게, 솔뢰드, 코이에 역 방면

노선을 연결하는 순환선:
- 링 선(Ringbanen): 남쪽의 헬레루프 역과 뉘 엘레비에르그 역을 연결함.

### 운행 계통
2009년 12월 현재 시간표는 총 7개 운행 계통이 있으며, 각각 운행 계통은 글자로 구분한다. 오전 5시부터 다음날 오전 1시까지 영업하며, 주간 배차 간격은 야간 배차 간격은 20분이다. F선은 다른 노선의 2배 간격으로 운행하며, H선은 주/야간 구분 없이 20분 배차에 출퇴근 시간에만 파룸 역까지 운행하며, Bx선은 출퇴근 시간에만 급행으로 운행한다.
E, H, Bx선은 일부 역을 건너뛰는 급행으로 운행하지만, 링 선 안쪽에 있는 역에서는 전역 정차한다.
| 이름          | 남쪽 끌                                                                    | 남쪽 끌           | 운행 시간          | 북쪽 끝                      | 북쪽 끝                                                 |
| ------------- | -------------------------------------------------------------------------- | ----------------- | ------------------ | ---------------------------- | ------------------------------------------------------- |
| 틀:S토그 노선 | 훈디게 역까지 전역 정차, 훈디게/솔뢰드 스트란 역 방면으로 교대로 운행      | 코이에부그트 선   | 월-금, 낮 시간대   | 하레스코프 선                | 파룸 역까지 전역 정차                                   |
| 틀:S토그 노선 | 훈디게 역까지 전역 정차                                                    | 코이에부그트 선   | 나머지 모든 시간   | 하레스코프 선                | 파룸 역까지 전역 정차                                   |
| 틀:S토그 노선 | 호이에 토스트루프 역까지 전역 정차                                         | 베스트 선         | 항상               | 노르 선                      | 홀테 역까지 전역 정차                                   |
| 틀:S토그 노선 | 호이에 토스트루프 역까지 일부만 정차                                       | 베스트 선         | 월-금, 아침        | (외스테르포르트 역까지 운행) | (외스테르포르트 역까지 운행)                            |
| 틀:S토그 노선 | 밸레루프 역까지 전역 정차, 밸레루프/프레데리크순드 역 방면으로 교대로 운행 | 프레데리크순드 선 | 월-토, 주중        | 클람펜보르 선                | 클람펜보르 역까지 전역 정차                             |
| 틀:S토그 노선 | 밸레루프 역까지 전역 정차                                                  | 프레데리크순드 선 | 나머지 모든 시간   | 클람펜보르 선                | 클람펜보르 역까지 전역 정차                             |
| 틀:S토그 노선 | 훈디게 역까지 일부만 정차, 이후 코이에 역까지 전역 정차                    | 코이에부그트 선   | 항상               | 노르 선                      | 홀테 역까지 일부만 정차, 이후 힐레뢰드 역까지 전역 정차 |
| 틀:S토그 노선 | 뉘 엘레비에르그 역까지 전역 정차                                           | 링 선             | 항상               | 링 선                        | 헬레루프 역까지 전역 정차                               |
| 틀:S토그 노선 | 프레데리크순드 역까지 일부만 정차                                          | 프레데리크순드 선 | 월-금, 출퇴근 시간 | 하레스코프 선                | 파룸 역까지 일부만 정차                                 |
| 틀:S토그 노선 | 프레데리크순드 역까지 일부만 정차                                          | 프레데리크순드 선 | 나머지 모든 시간   | 하레스코프 선                | 외스테르포르트 역까지 전역 정차                         |

2007년 이전까지는 모든 운행 계통이 20분 배차를 유지하였다. 1시간에 3편성 이상이 필요한 경우에는 추가 투입된 열차는 다른 이름을 사용하였다. 예를 들어 B+ 노선은 B 노선과 같은 구간을 운행하지만, B 노선의 열차가 출발한 10분 이후에 출발하였다. 과거 시간표 상에는 링 선 내부의 역도 건너뛰는 급행 열차를 운행하였다.

### 야간 열차
2009년 11월부터 금/토요일 밤에 1시간에 1/2대 출발하는 야간 열차 운행이 시작되었다.
| 이름          | 남쪽 끌                            | 남쪽 끌           | 운행 시간   | 북쪽 끝       | 북쪽 끝                     |
| ------------- | ---------------------------------- | ----------------- | ----------- | ------------- | --------------------------- |
| 틀:S토그 노선 | 코이에 역까지 전역 정차            | 코이에부그트 선   | 1시간당 1대 | 하레스코프 선 | 파룸 역까지 전역 정차       |
| 틀:S토그 노선 | 호이에 토스트루프 역까지 전역 정차 | 베스트 선         | 1시간당 1대 | 노르 선       | 힐레뢰드 역까지 전역 정차   |
| 틀:S토그 노선 | 프레데리크순드 역까지 전역 정차    | 프레데리크순드 역 | 1시간당 1대 | 클람펜보르 선 | 클람펜보르 역까지 전역 정차 |
| 틀:S토그 노선 | 뉘 엘레비에르그 역까지 전역 정차   | 링 선             | 1시간당 2대 | 링 선         | 헬레루프 역까지 전역 정차   |

## 기술 사양

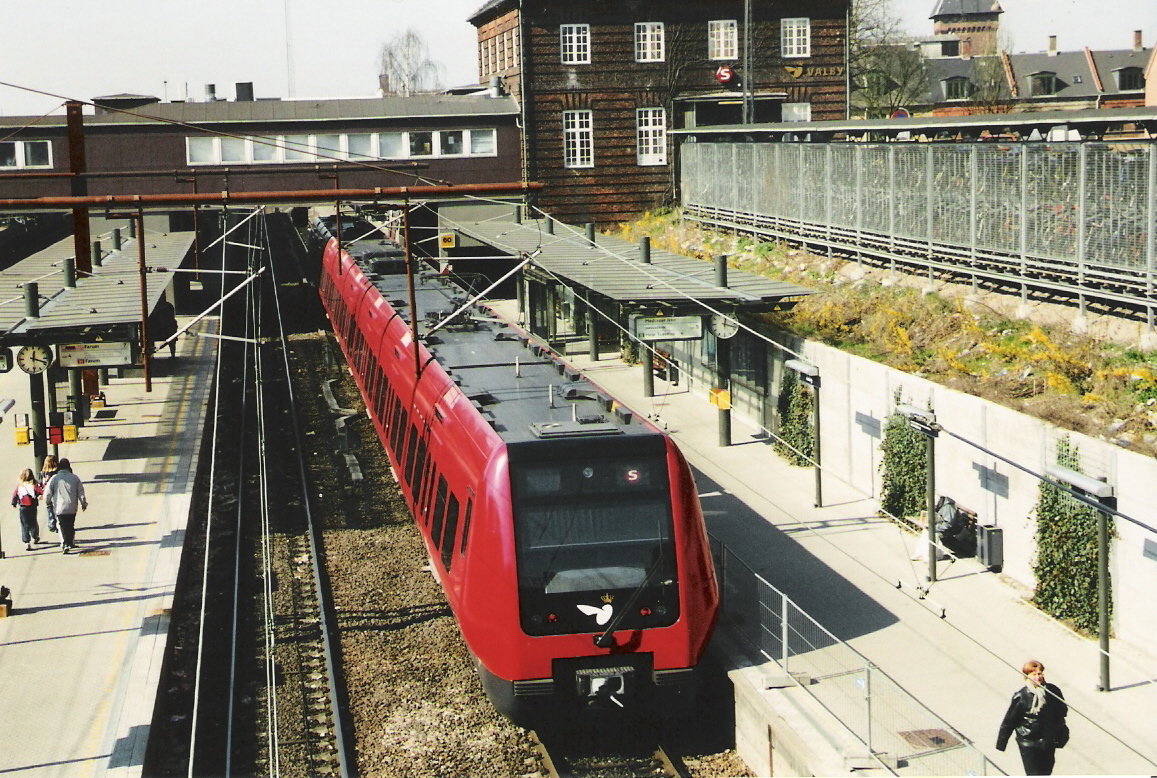
밸비 역에 있는 4세대 차량

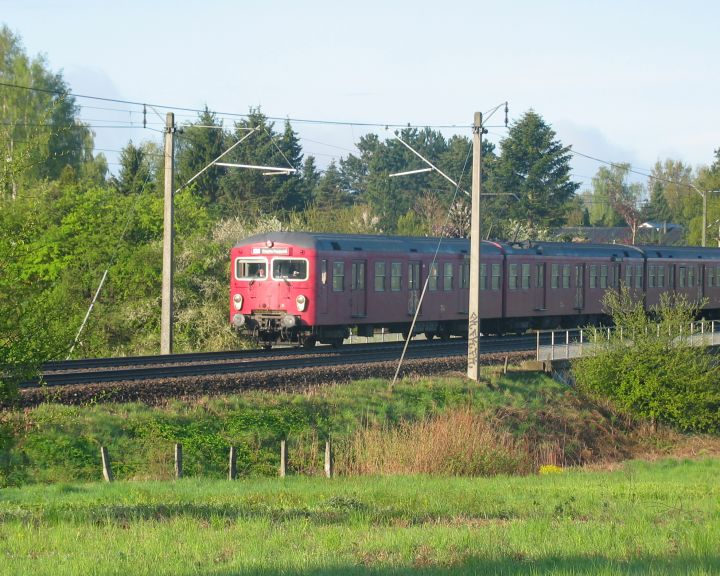
1971년 생산된 2세대 차량

S토그 열차는 표준궤 노선을 운행하며, 가공 전차선을 사용한다. 자료에 따라서 전압이 직류 1500V, 1650V로 다르다. 전압은 국가 전력망에서 노선에 있는 38개의 급전소로 공급된다. 전압이 낮기 때문에 급전 전류가 높으며, 송전 손실을 최소화하기 위해서 급전소를 가까이 배치해야 한다.
주 신호 시스템은 고정 폐색 차상 신호를 사용하는 HKT이며, 궤도상의 유도 회로를 통하여 저대역 음파로 정보를 전송한다. 다른 주파수 조합을 사용하여 목표 속도를 나타내며, 열차가 폐색으로 진입할 때 현재 속도보다 허용 속도가 낮으면 상용 제동을 체결한다.
HKT 장비가 작동하지 않거나 HKT 미장착 차량을 위해서 신호등도 설치되어 있으며, 신호등 기준 폐색은 더 길기 때문에 선로 용량이 감소한다. 링 선 완공 이후 Byens puls 서비스를 통하여 열차의 실시간 위치를 알려 준다.
현재 사용되는 4세대 차량은 린케-호프만/지멘스에서 생산한 SA/SE이다. 모두 전형적인 철도 차량보다 1량당 길이가 짧으며, 차축은 차량마다 1개(선두차에는 2개)씩 달려 있다. 자동 연결기가 끝에 달려 있으며, SA 차량 8량 2편성이 연결되면 총 길이는 168m이다. SE 차량은 4량 1편성으로, 교통량이 적은 시간대에 단일 편성으로 운행한다. 영업 최고 속도는 120 km/h이다..
2세대 차량(MM-FU-MU-FS)은 1967년부터 1968년까지, 3세대 차량(FC-MC-MC-FC)은 1985년부터 1986년까지 생산되었다. 이들 차량은 2007년 1월 7일 퇴역하였다. 모든 2세대 차량은 박물관용 일부 차량을 제외하고 폐차되었으며, 3세대 차량은 홀배크 항에서 폐차 중이다. 2007년 2월 3일 2세대 차량 종운식이 개최되었다. 일부 남아 있는 차량은 보존 운행을 할 수도 있다.

## 이름의 기원
S토그의 S는 특별한 단어의 약자가 아니다. 1934년 첫 전기 철도 노선이 개업했을 때 6각형의 점등된 S에서 유래한다. 이러한 표지는 베를린 S-반이나 함부르크 S-반에서 유래했을 것으로 보이나, 이러한 표지는 역의 'S'에서 왔다.
1934년 2월과 3월 폴리티켄 신문에서 새로운 통근 열차 시스템 이름 설문을 진행하였으며, S토그가 가장 많은 인기를 얻었다. DSB의 심사 위원들은 여러 후보 목록을 뽑았다. 국유 철도, 도시 철도, 코펜하겐 권역, 태양, 호수, 숲, 해변, 눈, 스키, 스케이트는 모두 덴마크어로 S로 시작한다. 초기 S토그 광고에는 도시에서 교외로 간편하게 여행할 수 있음을 강조하였다.

## 같이 보기
- S반